# Мајкл Лич
Мајкл Лич (енгл. Michael Leitch; 7. октобар 1988) професионални је рагбиста и капитен репрезентација Јапана, који тренутно игра за екипу Чифса.

## Биографија
Висок 190 цм, тежак 105 кг, Лич је пре Чифса играо за Тошиба брејв лупусе. За репрезентацију Јапана до сада је одиграо 47 тест мечева и постигао 60 поена.